# Населення Танзанії
Населення Танзанії. Чисельність населення країни 2015 року становила 51,045 млн осіб (27-ме місце у світі). Оцінка кількості населення цієї держави враховує ефекти зайвої смертності через захворювання на СНІД. Чисельність танзанійців стабільно збільшується, народжуваність 2015 року становила 36,39 ‰ (17-те місце у світі), смертність — 8 ‰ (99-те місце у світі), природний приріст — 2,79 % (14-те місце у світі) . 

## Природний рух

### Відтворення
Народжуваність у Танзанії, станом на 2015 рік, дорівнює 36,39 ‰ (17-те місце у світі). Коефіцієнт потенційної народжуваності 2015 року становив 4,89 дитини на одну жінку (17-те місце у світі). Рівень застосування контрацепції 34,4 % (станом на 2010 рік). Середній вік матері при народженні першої дитини становив 19,5 року, медіанний вік для жінок — 20—24 роки (оцінка на 2010 рік).
Смертність у Танзанії 2015 року становила 8 ‰ (99-те місце у світі).
Природний приріст населення в країні 2015 року становив 2,79 % (14-те місце у світі).

### Вікова структура

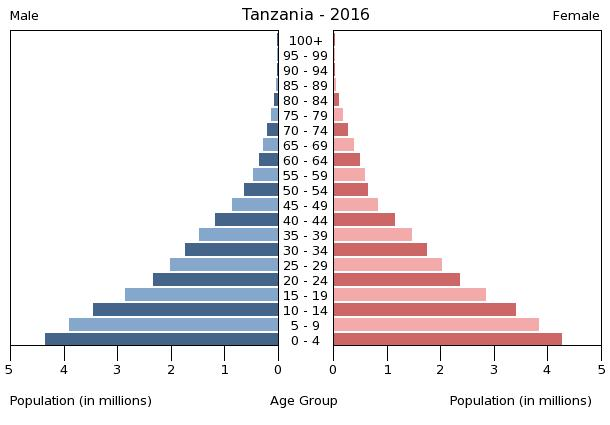
Віково-статева піраміда населення Танзанії, 2016 рік

Середній вік населення Танзанії становить 17,6 року (219-те місце у світі): для чоловіків — 17,3, для жінок — 17,9 року. Очікувана середня тривалість життя 2015 року становила 61,71 року (192-ге місце у світі), для чоловіків — 60,34 року, для жінок — 63,13 року.
Вікова структура населення Танзанії, станом на 2015 рік, має такий вигляд:
- діти віком до 14 років — 44,34 % (11 428 872 чоловіки, 11 205 695 жінок);
- молодь віком 15—24 роки — 19,59 % (4 999 410 чоловіків, 4 999 503 жінки);
- дорослі віком 25—54 роки — 29,61 % (7 588 196 чоловіків, 7 524 554 жінки);
- особи передпохилого віку (55—64 роки) — 3,49 % (772 258 чоловіків, 1 010 744 жінки);
- особи похилого віку (65 років і старіші) — 2,97 % (648 851 чоловік, 867 799 жінок)[1].

### Шлюбність— розлучуваність
Середній вік, коли чоловіки беруть перший шлюб, дорівнює 23,8 року, жінки — 18,9 року, загалом — 21,4 року (дані за 2010 рік).

## Розселення
Густота населення країни 2015 року становила 60,4 особи/км² (157-ме місце у світі).

### Урбанізація
Танзанія середньоурбанізована країна. Рівень урбанізованості становить 31,6 % населення країни (станом на 2015 рік), темпи зростання частки міського населення — 5,36 % (оцінка тренду за 2010—2015 роки).
Головні міста держави: Дар-ес-Салам (столиця) — 5,116 млн осіб, Мванза — 838,0 тис. осіб (дані за 2015 рік).

### Міграції
Річний рівень еміграції 2015 року становив 0,54 ‰ (136-те місце у світі). Цей показник не враховує різниці між законними і незаконними мігрантами, між біженцями, трудовими мігрантами та іншими.

#### Біженці й вимушені переселенці
Станом на 2016 рік, у країні постійно перебуває 153,1 тис. біженців з Бурунді, 61,09 тис. з Демократичної Республіки Конго.
Танзанія є членом Міжнародної організації з міграції (IOM).

## Расово-етнічний склад
| Етнічний склад (2015 рік) | Етнічний склад (2015 рік) | Етнічний склад (2015 рік) | Етнічний склад (2015 рік) | Етнічний склад (2015 рік) |
| ------------------------- | ------------------------- | ------------------------- | ------------------------- | ------------------------- |
| Етнос:                    |                           |                           | Відсоток:                 |                           |
| народи банту              | народи банту              |                           | 99%                       | 99%                       |
| азіати, європейці і араби | азіати, європейці і араби |                           | 1%                        | 1%                        |

Головні етноси країни: народи банту (більш як 130 племен) — 99 %, інші (азіати, європейці і араби) — 1 % населення; занзібарські араби і араби мішаного походження на острові Занзібар. Представником нілотських народів є нечисленний народ аси, напівкочове плем'я мисливців-збирачів, що мешкають на північному заході країни.

## Мови
| Мови Танзанії (2015 рік) | Мови Танзанії (2015 рік) | Мови Танзанії (2015 рік) | Мови Танзанії (2015 рік) | Мови Танзанії (2015 рік) |
| ------------------------ | ------------------------ | ------------------------ | ------------------------ | ------------------------ |
| Мова:                    |                          |                          | Відсоток:                |                          |
| суахілі                  | суахілі                  |                          | %                        | %                        |
| англійська               | англійська               |                          | %                        | %                        |
| арабська                 | арабська                 |                          | %                        | %                        |
| мови банту               | мови банту               |                          | %                        | %                        |

Офіційні мови: суахілі (лінгва франка Східної Африки), англійська (мова бізнесу, діловодства й вищої освіти). Інші поширені мови: арабська (Занзібар), велика кількість місцевих регіональних мов народів банту.

## Релігії
| Релігії в Танзанії (2009 рік) | Релігії в Танзанії (2009 рік) | Релігії в Танзанії (2009 рік) | Релігії в Танзанії (2009 рік) | Релігії в Танзанії (2009 рік) |
| ----------------------------- | ----------------------------- | ----------------------------- | ----------------------------- | ----------------------------- |
| Віросповідання:               |                               |                               | Відсоток:                     |                               |
| християни                     | християни                     |                               | 61.4%                         | 61.4%                         |
| мусульмани                    | мусульмани                    |                               | 35.2%                         | 35.2%                         |
| місцеві вірування             | місцеві вірування             |                               | 1.8%                          | 1.8%                          |
| інші                          | інші                          |                               | 0.2%                          | 0.2%                          |
| атеїсти                       | атеїсти                       |                               | 1.4%                          | 1.4%                          |

Головні релігії й вірування, які сповідує, і конфесії та церковні організації, до яких відносить себе населення країни: християнство — 61,4 %, іслам — 35,2 %, місцеві вірування — 1,8 %, інші — 0,2 %, не сповідують жодної — 1,4 % (станом на 2010 рік). Майже усе населення острова Занзібар сповідує іслам.

## Освіта
Рівень письменності 2015 року становив 70,6 % дорослого населення (віком від 15 років, що вміють читати й писати англійською, арабською, або суахілі): 75,9 % — серед чоловіків, 65,4 % — серед жінок.
Державні витрати на освіту становлять 3,5 % ВВП країни, станом на 2014 рік (37-ме місце у світі). Середня тривалість освіти становить 8 років, для хлопців — до 8 років, для дівчат — до 8 років (станом на 2013 рік).

## Охорона здоров'я
Забезпеченість лікарями у країні на рівні 0,03 лікаря на 1000 мешканців (станом на 2012 рік). Забезпеченість лікарняними ліжками у стаціонарах — 0,7 ліжка на 1000 мешканців (станом на 2010 рік). Загальні витрати на охорону здоров'я 2014 року становили 5,6 % ВВП країни (81-ше місце у світі).
Смертність немовлят до 1 року, станом на 2015 рік, становила 42,43 ‰ (49-те місце у світі); хлопчиків — 44,47 ‰, дівчаток — 40,33 ‰. Рівень материнської смертності 2015 року становив 398 випадків на 100 тис. народжень (23-тє місце у світі).
Танзанія входить до складу ряду міжнародних організацій: Міжнародного руху (ICRM) і Міжнародної федерації товариств Червоного Хреста і Червоного Півмісяця (IFRCS), Дитячого фонду ООН (UNISEF), Всесвітньої організації охорони здоров'я (WHO).

### Захворювання
Потенційний рівень зараження інфекційними хворобами в країні дуже високий. Найпоширеніші інфекційні захворювання: діарея, гепатит А, черевний тиф, малярія, гарячка денге, гарячка Рифт Валлі, шистосомози, лептоспіроз, сказ (станом на 2016 рік).
2014 року зареєстровано 1,49 млн хворих на СНІД (6-те місце у світі), це 5,34 % населення в репродуктивному віці 15—49 років (12-те місце у світі). Смертність 2014 року від цієї хвороби становила 46,1 тис. осіб (4-те місце у світі).
Частка дорослого населення з високим індексом маси тіла 2014 року становила 5,9 % (156-те місце у світі); частка дітей віком до 5 років зі зниженою масою тіла становила 13,6 % (оцінка на 2011 рік). Ця статистика показує як власне стан харчування, так і наявну/гіпотетичну поширеність різних захворювань.

### Санітарія
Доступ до облаштованих джерел питної води 2015 року мало 77,2 % населення в містах і 45,5 % у сільській місцевості; загалом 55,6 % населення країни. Відсоток забезпеченості населення доступом до облаштованого водовідведення (каналізація, септик): в містах — 31,3 %, у сільській місцевості — 8,3 %, загалом по країні — 15,6 % (станом на 2015 рік). Споживання прісної води, станом на 2002 рік, дорівнює 5,18 км³ на рік, або 144,7 тонни на одного мешканця на рік: з яких 10 % припадає на побутові, 0 % — на промислові, 89 % — на сільськогосподарські потреби.

## Соціально-економічне становище
Співвідношення осіб, що в економічному плані залежать від інших, до осіб працездатного віку (15—64 роки) загалом становить 93,8 % (станом на 2015 рік): частка дітей — 87,6 %; частка осіб похилого віку — 6,2 %, або 16,1 потенційно працездатного на 1 пенсіонера. Загалом ці показники характеризують рівень потреби державної допомоги в секторах освіти, охорони здоров'я та пенсійного забезпечення, відповідно. За межею бідності 2011 року перебувало 67,9 % населення країни. Розподіл доходів домогосподарств у країні має такий вигляд: нижній дециль — 2,8 %, верхній дециль — 29,6 % (станом на 2007 рік).
Станом на 2013 рік, у країні 37,4 млн осіб не має доступу до електромереж; 24 % населення має доступ, у містах цей показник дорівнює 71 %, у сільській місцевості — 4 %. Рівень проникнення інтернет-технологій надзвичайно низький. Станом на липень 2015 року в країні налічувалось 2,734 млн унікальних інтернет-користувачів (51-ше місце у світі), що становило 5,4 % загальної кількості населення країни.

### Трудові ресурси
Загальні трудові ресурси 2015 року становили 26,11 млн осіб (26-те місце у світі). Зайнятість економічно активного населення у господарстві країни розподіляється таким чином: аграрне, лісове і рибне господарства — 80 %; промисловість, будівництво і сфера послуг — 20 % (станом на 2002 рік). 2,815 млн дітей у віці від 5 до 17 років (21 % загальної кількості, без врахування населення Занзібару) 2006 року були залучені до дитячої праці. Дані про рівень безробіття серед працездатного населення країни, станом на 2015 рік, серед молоді у віці 15—24 років ця частка становила 5,8 %, серед юнаків — 4,5 %, серед дівчат — 7,2 % (120-те місце у світі).

## Кримінал

### Наркотики

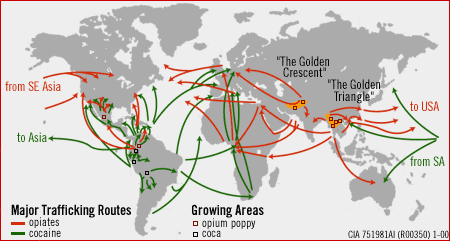
Світові маршрути наркотрафіку

Ціль наркотрафіку афганського героїну та південноамериканського кокаїну, що прямує до Східної Африки морським і повітряним транспортом. Важливим пунктом на цьому шляху слугує острів Занзібар. У минулому наркоторговці наймали танзанійських кур'єрів для контрабанди наркотиків з Ірану й Східної Азії.

### Торгівля людьми
Згідно зі щорічною доповіддю про торгівлю людьми (англ. Trafficking in Persons Report) Управління з моніторингу та боротьби з торгівлею людьми Державного департаменту США, уряд Танзанії докладає значних зусиль у боротьбі з явищем примусової праці, сексуальної експлуатації, незаконною торгівлею внутрішніми органами, але не повною мірою, країна перебуває у списку спостереження другого рівня.

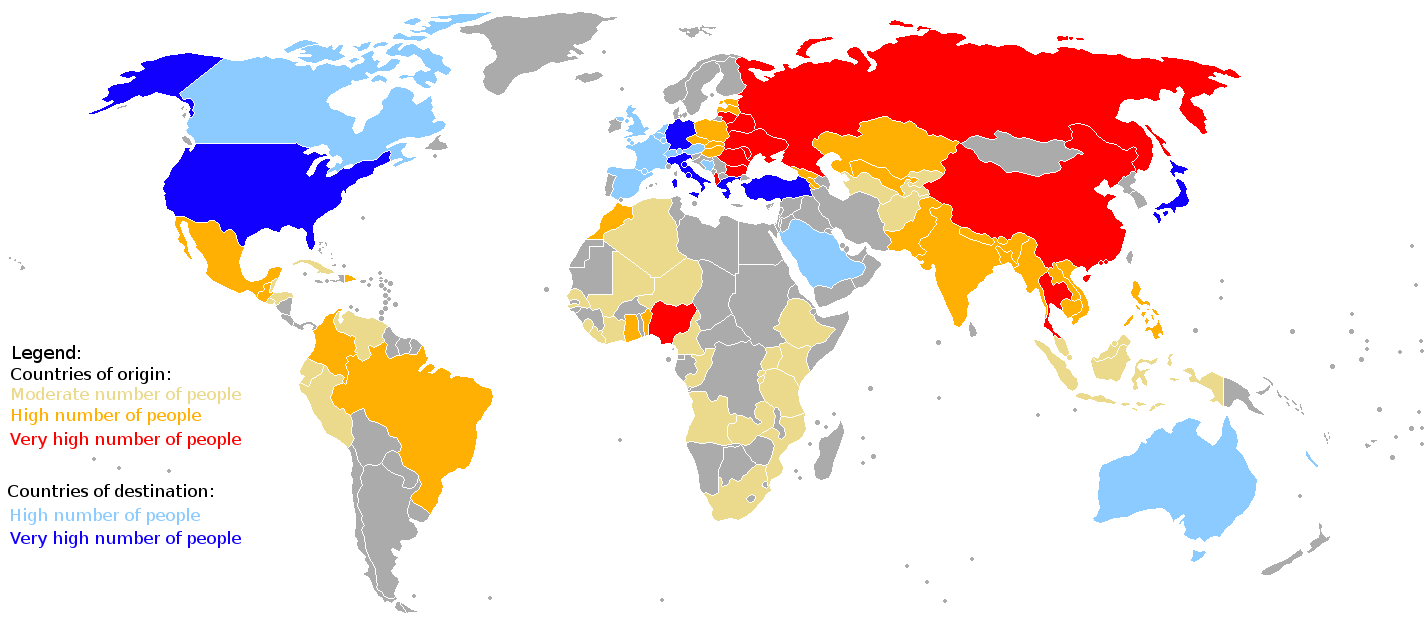
Країни-донори (червоний) і країни-реципієнти кримінальних потоків  (англ.)
Глобальна боротьба з торгівлею людьми (англ.)

## Гендерний стан
Статеве співвідношення (оцінка 2015 року):
- при народженні — 1,03 особи чоловічої статі на 1 особу жіночої;
- у віці до 14 років — 1,02 особи чоловічої статі на 1 особу жіночої;
- у віці 15—24 років — 1 особи чоловічої статі на 1 особу жіночої;
- у віці 25—54 років — 1,01 особи чоловічої статі на 1 особу жіночої;
- у віці 55—64 років — 0,76 особи чоловічої статі на 1 особу жіночої;
- у віці за 64 роки — 0,75 особи чоловічої статі на 1 особу жіночої;
- загалом — 0,99 особи чоловічої статі на 1 особу жіночої[1].

## Демографічні дослідження
Демографічні дослідження в країні ведуться рядом державних і наукових установ:

### Українською
- Атлас. 10—11 клас. Економічна і соціальна географія світу / упорядники :  О. Я. Скуратович, Н. І. Чанцева. — К. : ДНВП «Картографія», 2010. — ISBN 978-966-475-639-3.
- Атлас світу / голов. ред. І. С. Руденко ; зав. ред. В. В. Радченко ; відп. ред. О. В. Вакуленко. — К. : ДНВП «Картографія», 2005. — 336 с. — ISBN 9666315467.
- Безуглий В. В. Економічна і соціальна географія зарубіжних країн : Навчальний посібник. — К. : ВЦ «Академія», 2007. — 704 с. — ISBN 978-966-580-239-6.
- Безуглий В. В., Козинець С. В. Регіональна економічна і соціальна географія світу : Навчальний посібник. — видання 2-ге, доп., перероб. — К. : ВЦ «Академія», 2007. — 688 с. — ISBN 966-580-144-9.
- Головченко В. І., Кравчук О. Країнознавство: Азія, Африка, Латинська Америка, Австралія і Океанія. — К., 2006. — 335 с. — ISBN 966-8939-04-2.
- Гудзеляк І. І. Географія населення: Навчальний посібник / І. Гудзеляк. — Л. : Видавничий центр ЛНУ імені Івана Франка, 2008. — 232 с. — ISBN 978-966-613-599-8.
- Дахно І. І. Країни світу: Енциклопедичний довідник / І. І. Дахно, С. М. Тимофієв. — К. : Мапа, 2011. — 606 с. — (Бібліотека нового українця) — ISBN 978-966-8804-23-6.
- Дахно І. І. Економічна географія зарубіжних країн : навчальний посібник. — К. : Центр учбової літератури, 2014. — 319 с. — ISBN 978-611-01-0682-5.
- Джаман В. О. Регіональні системи розселення: демографічні аспекти. — Чернівці : Рута, 2003. — 392 с. — ISBN 9665685988.
- Дорошенко Л. С. Демографія: Навчальний посібник. — К. : МАУП, 2005. — 112 с. — ISBN 966-608-442-2.
- Дубович І. А. Країнознавчий словник-довідник. — 5-те вид., перероб. і доп. — К. : Знання, 2008. — 839 с. — ISBN 978-966-346-330-8.
- Економічна і соціальна географія країн світу. Навчальний посібник / За ред. Кузика С. П. — Л. : Світ, 2002. — 672 с. — ISBN 966-603-178-7.
- Загальна медична географія світу / В. О. Шевченко [та ін.] — К. : [б.в.], 1998. — 178 с.
- Книш М. М., Мамчур О. І. Регіональна економічна і соціальна географія світу (Латинська Америка та Карибські країни, Африка, Азія, Океанія) : навч. посіб. — Л. : ЛНУ ім. Івана Франка, 2013. — 368 с. — ISBN 978-617-10-0007-0.
- Крисаченко В. С. Динаміка населення: Популяційні, етнічні та глобальні виміри. — К. : Видавництво Національного інституту стратегічних досліджень, 2005. — 368 с. — ISBN 966-554-083-1.
- Любіцева О. О., Мезенцев К. В., Павлов С. В. Географія релігій. — К. : АртЕК, 1999. — 504 с. — ISBN 966-505-006-0.
- Масляк П. О. Країнознавство. — К. : Знання, 2007. — 292 с. — (Вища освіта XXI століття)
- Масляк П. О., Дахно І. І. Економічна і соціальна географія світу / П. О. Масляк, І. І. Дахно ; за ред. П. О. Масляка. — К. : Вежа, 2003. — 280 с. — ISBN 966-7091-53-8.

### Російською
- (рос.) Танзания // Демографический энциклопедический словарь / главн. ред. Валентей Д. И. — М. : Советская энциклопедия, 1985. — 608 с.
- (рос.) Танзания // Африка: энциклопедический справочник [в 2-х тт.] / гл. ред. А. Громыко. — М. : Советская энциклопедия, 1987. — Т. 2. — 671 с.
- (рос.) Танзания // Страны и народы. Африка. Восточная и Южная Африка / Редкол. : М. Б. Горнунг, Г. Б. Старушенко (отв. ред.) и др. — М. : «Мысль», 1981. — 269 с. — (Страны и народы) — 180 тис. прим.
- (рос.) Атлас народов мира / Отв. ред. С. И. Брук и В. С. Апенченко. — М. : ГУГК ГГК СССР и Институт этнографии им. Н. Н. Миклухо-Маклая АН СССР, 1964. — 185 с. — 20 тис. прим.
- (рос.) Численность и расселение народов мира. Этнографические очерки / под ред. С. И. Брука. — М. : Издательство АН СССР, 1962. — 487 с.
- (рос.) Лаппо Г. М. География городов: Учебное пособие для географических факультетов вузов. — М. : Туманит, изд. центр ВЛАДОС, 1997. — 476 с. — ISBN 5-691-00047-0.
- (рос.) Ягельский А. География населения. — М. : Прогресс, 1980. — 383 с.